# 白岩久弥
白岩 久弥（しらいわ ひさや、1955年6月23日 - ）は、京都府出身の映画監督・映画プロデューサーで、よしもとクリエイティブ・エージェンシーエグゼクティブ・スーパーバイザー。元ワイズビジョン常務取締役。元讀賣テレビ放送 (ytv) のチーフプロデューサー。同志社大学卒業。

## 来歴・人物
1979年に読売テレビ入社。『鶴瓶上岡パペポTV』『ざまぁKANKAN!』『EXテレビ』『ダウンタウンDX』のプロデュース・演出などに携わる。
1998年に読売テレビと吉本興業が出資した制作会社ワイズビジョンに出向、松本人志の『VISUALBUM』シリーズなどをプロデュースした。
2006年映画『晴れたらポップなボクの生活』の監督などを経て、吉本興業のエグゼクティブ・スーパーバイザーに就任した。
近年は活動の場を映画などにも移しており、主に松本人志監督作品のエグゼクティブプロデューサーを担当している。また、2008年度からは吉本興業が主催する学校YCC（吉本クリエイティブカレッジ）の講師として、テレビや舞台などの基礎を教えている。テレビ番組の制作に関しては、2011年より吉本興業所属オーガナイザーとして、約10年ぶりにテレビ番組の制作現場に復帰した。

## 担当番組

### 讀賣テレビ放送時代
チーフプロデューサー
- ダウンタウンDX（初期はプロデューサー兼演出）
- HAMASHO
- 紳助の狼が来たーッ!

プロデューサー
- 鶴瓶上岡パペポTV（初期ディレクター→中期ディレクター兼任）
- ざまぁKANKAN!（開始当初はフロアディレクターもつとめた）
- EXテレビ
- 大阪ほんわかテレビ
- どっちの料理ショー（企画名義で参加）
- 山本晋也のまっくらナイト（ディレクター兼任）

ディレクター
- 11PM
- おもしろサンデー

アシスタントプロデューサー
- なげやり倶楽部

### ワイズビジョン時代
※放送当時の「ワイズビジョン」のホームページ上ではチーフプロデューサー・オーガナイザー担当番組も含めて全て「総合演出」表記であった。
チーフプロデューサー
- ダウンタウンDX
- HAMASHO
- フジリコ
- ダウンタウン・セブン
- スキヤキ!!ロンドンブーツ大作戦（企画名義で参加）

総合演出
- わらいのじかん
- 松本紳助
- うっひゃ～!!はなさかロンドンブーツ

オーガナイザー
- 伝説の教師
- 明日があるさ
- ダウンタウンのものごっつええ感じスペシャル（2001年放送の復刻版）

アドバイザー
- FNS ALLSTARS27時間笑いの夢列島

### よしもと時代
総合演出
- バカソウル
- パワー☆プリン

### 監修
- 噂の現場直行ドキュメン ガンミ!!（監修）
- X Factor Okinawa Japan (監修)

## 映画
監督
- 晴れたらポップなボクの生活（2006年）

制作総指揮
- 大日本人（2007年、松本人志第1回監督作品）
- しんぼる（2009年、松本人志第2回監督作品）
- さや侍（2011年、松本人志第3回監督作品）
- R100（2013年、松本人志第4回監督作品）
- 洗骨（2018年、照屋年之(ゴリ)第1回監督作品）

制作総括
- 南の島のフリムン（2008年）
- 板尾創路の脱獄王（2010年、板尾創路第1回監督作品）
- 月光ノ仮面（2012年、板尾創路第2回監督作品）

## オリジナルビデオ
監督
- 浪商のヤマモトじゃ! 大阪総番長編（2003年）※脚本も担当
- 浪商のヤマモトじゃ! 喧嘩野球編（2004年）※脚本も担当

## その他の作品
漫画原作
- ガングリオン（画・いつきたかし、コミックヨシモト連載）